# Wiesław Szamborski
Wiesław Andrzej Szamborski (ur. 6 maja 1941 w Skarżysku-Kamiennej) – polski malarz i grafik, prof. ASP w Warszawie.

## Życiorys
W latach 1959–1960 studiował w Szkole Głównej Planowania i Statystyki w Warszawie. Od 1960 studia na Wydziale Malarstwa, Grafiki i Rzeźby Akademii Sztuk Pięknych w Warszawie w pracowniach Antoniego Łyżwańskiego i Michała Byliny. Wybrał specjalizację w zakresie malarstwa ściennego u Witolda Millera i Stefana Gierowskiego, a z grafiki warsztatowej u Andrzeja Rudzińskiego i Józefa Pakulskiego. Dyplom z wyróżnieniem uzyskał w pracowni Michała Byliny w 1966 roku.
Od 1968 roku pracownik naukowy Akademii Sztuk Pięknych w Warszawie. Od 1996 roku profesor zwyczajny. W latach 80. XX w. uczestniczył w Ruchu Kultury Niezależnej.
W pierwszych latach po studiach, do 1974 roku, wystawiał wspólnie z Markiem Sapetto.
Jego prace są w zbiorach muzeów narodowych w Bydgoszczy, Krakowie, Poznaniu, Warszawie, Wrocławiu. Ponadto w kolekcjach prywatnych w Polsce i za granicą.